# 밤을 지새우는 사람들
《밤을 지새우는 사람들》(Nighthawks)는 에드워드 호퍼가 1942년 그린 캔버스에 그린 유화로, 밤늦게 시내의 한 식당에 있는 사람들의 모습을 그린 그림이다. 식당으로부터 들어오는 불빛은 어둡고 인적이 드문 도시의 거리 풍경을 비추고 있다.
이 작품은 호퍼의 가장 잘 알려진 작품으로 묘사되어 왔으며 미국의 미술에서 가장 잘 알려진 그림 중 하나이다. 완성 후 몇 달 만에, 1942년 5월 13일 시카고 미술관에 3,000달러에 팔렸다.